# Орийак-2
Орийа́к-2 (фр. Aurillac 2) — кантон во Франции, находится в регионе Овернь, департамент Канталь. Входит в состав округа Орийак.
Код INSEE кантона — 1503. Всего в кантон Орийак-2 входят 4 коммуны, из них главной коммуной является Орийак.
Население кантона на 1999 год составляло 10379 человек.

## Коммуны кантона
| Коммуна           | Население, чел. (1999) | Почтовый индекс | Код INSEE |
| ----------------- | ---------------------- | --------------- | --------- |
| Итрак             | 3 330                  | 15130           | 15267     |
| Орийак            | 4 845                  | 15000           | 15014     |
| Сансак-де-Мармьес | 1 101                  | 15130           | 15221     |
| Сен-Поль-де-Ланд  | 1 100                  | 15250           | 15204     |